# Couesmes
Couesmes és un municipi francès, situat al departament de l'Indre i Loira i a la regió de Centre – Vall del Loira. L'any 2007 tenia 548 habitants.

## Demografia

### Població
El 2007 la població de fet de Couesmes era de 548 persones. Hi havia 240 famílies, de les quals 80 eren unipersonals (20 homes vivint sols i 60 dones vivint soles), 84 parelles sense fills, 64 parelles amb fills i 12 famílies monoparentals amb fills.
La població ha evolucionat segons el següent gràfic:
Habitants censats

### Habitatges
El 2007 hi havia 283 habitatges, 239 eren l'habitatge principal de la família, 14 eren segones residències i 30 estaven desocupats. 270 eren cases i 13 eren apartaments. Dels 239 habitatges principals, 164 estaven ocupats pels seus propietaris, 70 estaven llogats i ocupats pels llogaters i 5 estaven cedits a títol gratuït; 1 tenia una cambra, 24 en tenien dues, 44 en tenien tres, 88 en tenien quatre i 83 en tenien cinc o més. 200 habitatges disposaven pel capbaix d'una plaça de pàrquing. A 90 habitatges hi havia un automòbil i a 112 n'hi havia dos o més.

### Piràmide de població
La piràmide de població per edats i sexe el 2009 era:
| Homes | Edats   | Dones |
| ----- | ------- | ----- |
| 0     | 95 o +  | 0     |
| 0     | 90 a 94 | 0     |
| 4     | 85 a 89 | 4     |
| 4     | 80 a 84 | 12    |
| 12    | 75 a 79 | 24    |
| 20    | 70 a 74 | 16    |
| 4     | 65 a 69 | 16    |
| 12    | 60 a 64 | 20    |
| 20    | 55 a 59 | 8     |
| 16    | 50 a 54 | 20    |
| 24    | 45 a 49 | 4     |
| 16    | 40 a 44 | 36    |
| 24    | 35 a 39 | 8     |
| 24    | 30 a 34 | 12    |
| 16    | 25 a 29 | 8     |
| 20    | 20 a 24 | 8     |
| 12    | 15 a 19 | 16    |
| 20    | 10 a 14 | 12    |
| 20    | 5 a 9   | 8     |
| 8     | 0 a 4   | 12    |

## Economia
El 2007 la població en edat de treballar era de 335 persones, 261 eren actives i 74 eren inactives. De les 261 persones actives 240 estaven ocupades (140 homes i 100 dones) i 21 estaven aturades (8 homes i 13 dones). De les 74 persones inactives 28 estaven jubilades, 25 estaven estudiant i 21 estaven classificades com a «altres inactius».

### Ingressos
El 2009 a Couesmes hi havia 237 unitats fiscals que integraven 578,5 persones, la mediana anual d'ingressos fiscals per persona era de 15.489 €.

### Activitats econòmiques
Dels 26 establiments que hi havia el 2007, 4 eren d'empreses extractives, 1 d'una empresa alimentària, 3 d'empreses de fabricació d'altres productes industrials, 7 d'empreses de construcció, 6 d'empreses de comerç i reparació d'automòbils, 1 d'una empresa de transport, 1 d'una empresa d'hostatgeria i restauració, 2 d'empreses de serveis i 1 d'una empresa classificada com a «altres activitats de serveis».
Dels 8 establiments de servei als particulars que hi havia el 2009, 1 era una funerària, 1 taller de reparació d'automòbils i de material agrícola, 1 paleta, 2 guixaires pintors, 1 fusteria, 1 lampisteria i 1 electricista.
L'únic establiment comercial que hi havia el 2009 era una fleca.
L'any 2000 a Couesmes hi havia 18 explotacions agrícoles que ocupaven un total de 1.020 hectàrees.

## Poblacions més properes
El següent diagrama mostra les poblacions més properes.